# Samuel Takyi
Samuel Takyi (født 23. december 2000) er en ghanesisk bokser.
Han repræsenterede Ghana ved sommer-OL 2020 i Tokyo, hvor han tog bronze i fjervægtskategorien.